# Kraftwerk Grytfors
Das Kraftwerk Grytfors ist ein Wasserkraftwerk in der Gemeinde Arvidsjaur, Provinz Norrbottens län, Schweden, das den Skellefte älv zu einem Stausee aufstaut. Es ging 1968 in Betrieb. Das Kraftwerk ist im Besitz von Skellefteå Kraft und wird auch von Skellefteå Kraft betrieben.

## Absperrbauwerk
Das Absperrbauwerk besteht aus einem Staudamm mit einer Höhe von 21 m. Die Wehranlage mit den zwei Wehrfeldern und das Maschinenhaus befinden sich in der Mitte des Staudamms.
Das minimale Stauziel liegt bei 331 m, das maximale bei 332 m über dem Meeresspiegel. Der Stausee erstreckt sich über eine Fläche von 5 km². Das Bemessungshochwasser liegt bei 615 m³/s; die Wahrscheinlichkeit für das Auftreten dieses Ereignisses wurde mit einmal in 100 Jahren bestimmt. Das größte anzunehmende Hochwasser wurde mit 843 m³/s berechnet.

## Kraftwerk
Das Kraftwerk ging 1968 in Betrieb. Es verfügt mit einer Kaplan-Turbine über eine installierte Leistung von 31 (bzw. 32 oder 39) MW. Die durchschnittliche Jahreserzeugung liegt bei 185 (bzw. 186 189 195 oder 204) Mio. kWh.
Die Turbine wurde von Kværner geliefert und leistet 32 MW; ihre Nenndrehzahl liegt bei 136,4 Umdrehungen pro Minute. Die Fallhöhe beträgt 21,2 (bzw. 21,8 22 oder 22,4) m. Der maximale Durchfluss liegt bei 165 m³/s; die mittlere Wasserführung des Skellefte älvs beträgt beim Kraftwerk Grytfors 117,2 m³/s.